# Суходільний рис
Суходільний рис (яп. 陸稲, рікуто або окабо) — рис, що вирощують суходільних полях чи городі, без використання іригації.

## Короткі відомості
Суходільне рисівництво одна з найстаріших технік розведення рису, в районах не пристосованих для заливного рисівництва. Хоча обсяги врожаю і смакові якості рису вирощеного на городі чи полі поступаються рису, що виріс у заливному полі, його культивування на суходолі є порівняно легким. У Японії, завдяки розвитку іригації, більшість суходільних полів було перетворено на заливні поля.
Найбльшою відмінністю суходільного рисівництва від заливного є спосіб висаджування. У заливних полях рис саджають паростками, а у суходільних полях — сіють рисовим зерном.
У заливному рисівництві рис вразливий до різних хвороб, а на суходільних полях він позбавлений такої небезпеки.
Недоліками суходільного рисівництва иє неможливість використовувати поля щорічно через виснаження землі, необхідність видалення бур'янів та вразливість до посухи.
Серед сортів суходільного рису в Японії виділяють такі: Нерика (ネリカ米), Хіраяма (平山), Кійо-хатамоті (キヨハタモチ), Тойо-хатімоті (トヨハタモチ), Юме-но-хатімоті (ゆめのはたもち) та інші.